# Suragina milloti
Suragina milloti är en tvåvingeart som först beskrevs av Seguy 1951.  Suragina milloti ingår i släktet Suragina och familjen bäckflugor.
Artens utbredningsområde är Madagaskar. Inga underarter finns listade i Catalogue of Life.